# Demarcos
Demarcos (Demarchus) fue un general siracusano, hijo de Pidoco, que murió en 405 a. C.
Al ser desterrados Hermócrates y sus colegas, pasó a Atenas, junto con otros generales y se puso al frente de las tropas auxiliares que Siracusa había enviado. Después regresó a su país dedicándose a la vida pública, pero quiso oponerse a la creciente influencia de Dionisio I y éste le hizo dar muerte.